# Herman van Veen
Hermannus Jantinus van Veen, detto Herman (Utrecht, 14 marzo 1945), è un cantautore, cabarettista, scrittore, attore e conduttore televisivo olandese.

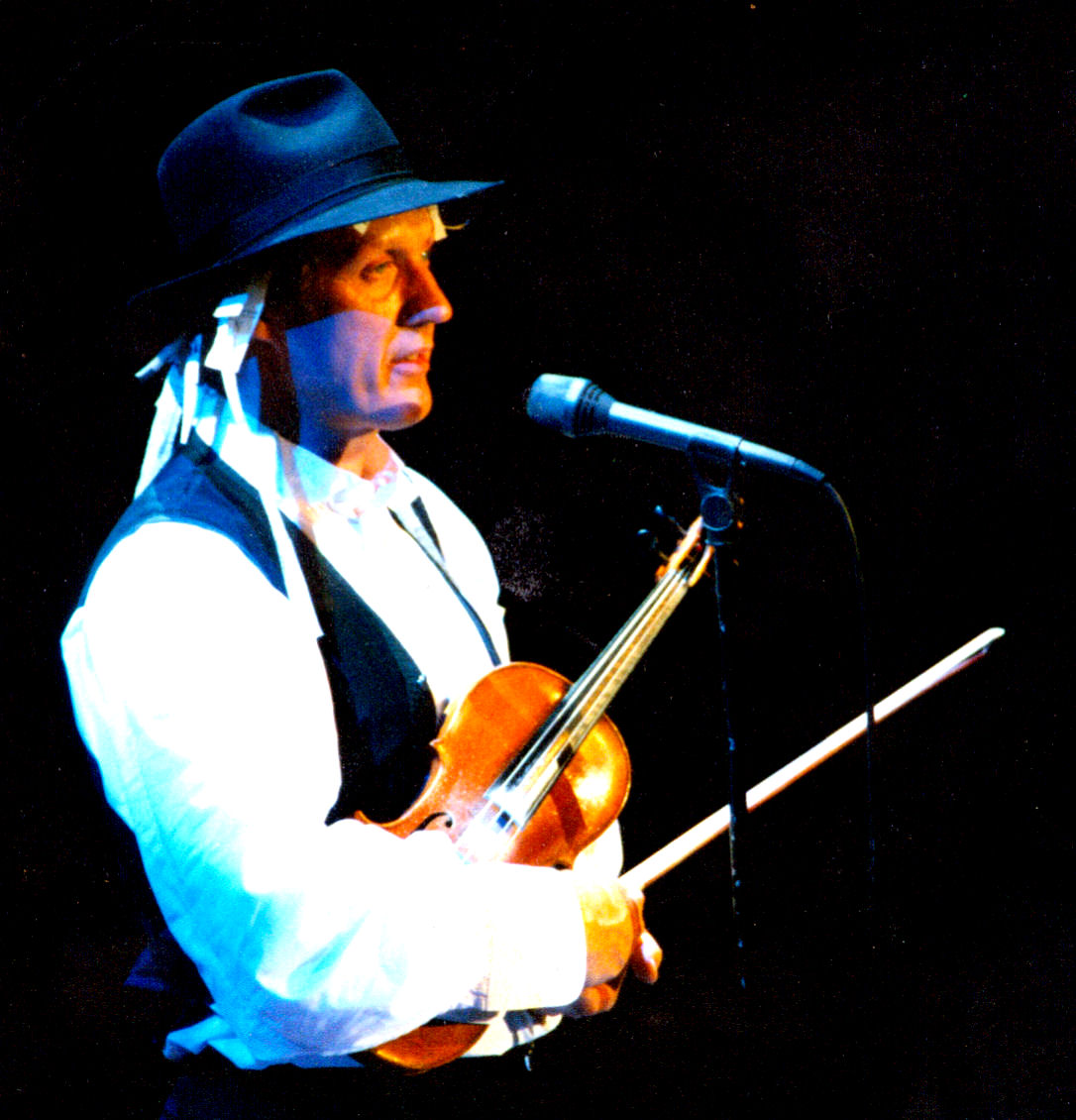
Herman van Veen al violino

In carriera ha pubblicato oltre 115 album (non solo in olandese, ma anche in tedesco, francese e inglese), il primo dei quali è l'album eponimo del 1967.
È noto inoltre per essere l'autore della storia per bambini Alfred Jodocus Kwak, da cui sono stati tratti vari spettacoli.
La sua attività gli ha valso il Louis Davidsring.
È l'ex-marito dell'attrice Marlous Fluitsma e il padre dell'attrice Babette van Veen e della cantante Anne van Veen.

## Biografia

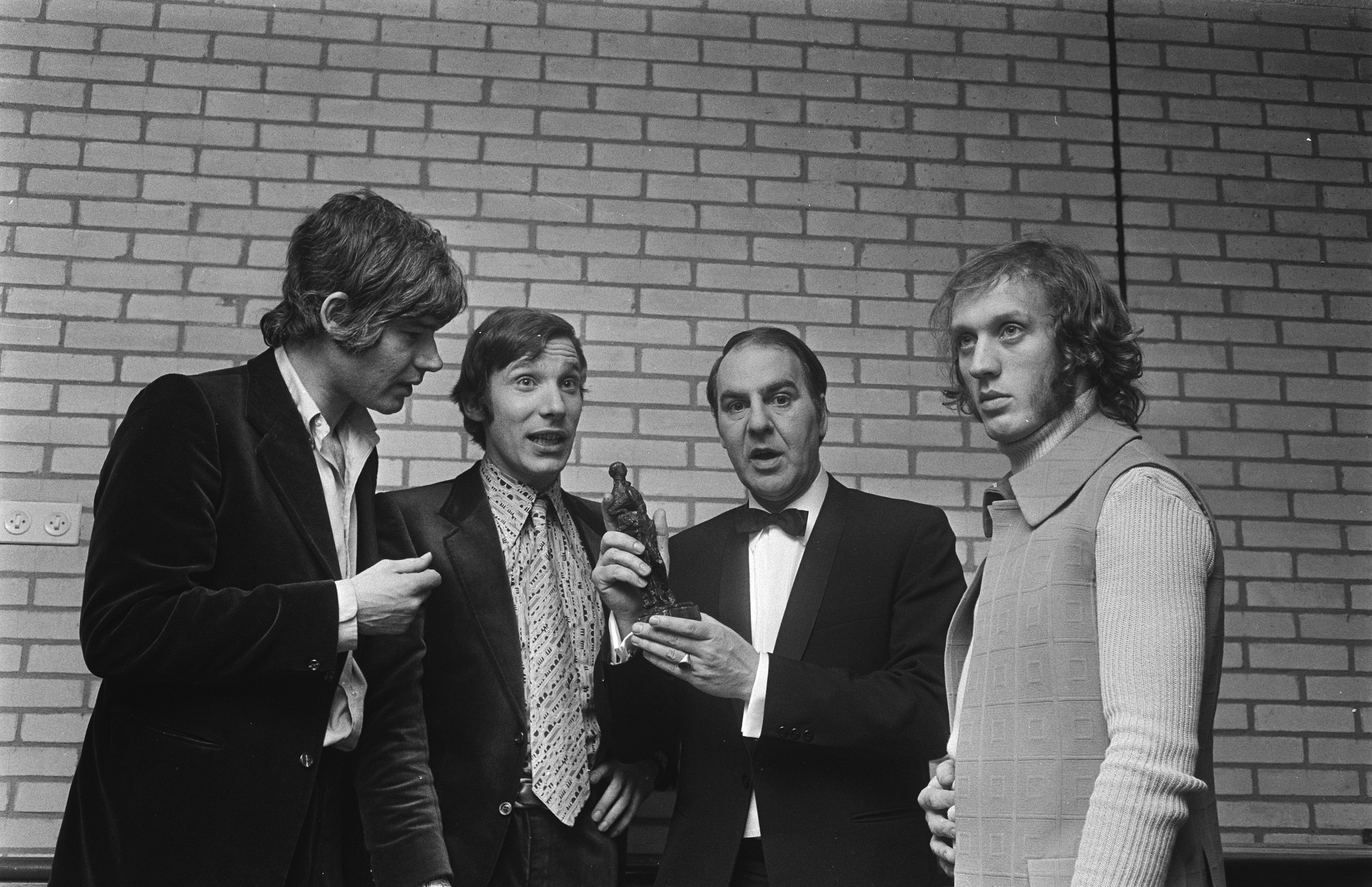
Herman van Veen insieme a Paul van Vliet, Frans Halsema e Willem Duys nel 1971

## Discografia parziale

### Album
- 1967: Herman van Veen I
- 1969: Herman van Veen II
- 1970: Morgen
- 1971: Voor een verre prinses
- 1971: Goed voor een glimlach
- 1971: Carré
- 1972: Bloesem
- 1973: Alles
- 1973: Ich hab' ein zärtliches Gefühl
- 1975: Wunder was
- 1975: Gezongen – 10 jaar Herman van Veen
- 1976: Amsterdam/Carré 3
- 1977: Overblijven
- 1977: Unter uns
- 1977: Die seltsamen Abenteuer des Herman van Veen
- 1977: An eine ferne Prinzessin
- 1978: Die Lieder
- 1978: Op handen
- 1979: De wonderlijke avonturen van Herman en de Zes
- 1979: Een voorstelling/Carré 4
- 1979: Kerstliederen
- 1979: Elf Lieder
- 1981: Iets van een clown
- 1981: Weihnachtslieder
- 1981: Die Anziehungskraft der Erde
- 1982: Solange der Vorrat reicht
- 1983: Signale
- 1985: Auf dem Weg zu dir
- 1987: Anne
- 1987: 20 jaar in vogelvlucht
- 1989: Blaue Flecken
- 1990: A Souvenir
- 1992: You Take My Breath Away
- 1993: Ja
- 1994: My Cat and I
- 1995: Zwei Reisende
- 1995: Weihnachten mit Herman van Veen & Ton Koopman (con Ton Koopman)
- 1996: Sarah
- 1997: Nachbar
- 1997: Du bist die Ruh'
- 1999: Nu en dan
- 1999: Deine Küsse sind süßer (mit dem Rosenberg Trio)
- 2001: Weihnachten mit Herman van Veen
- 2001: Was ich dir singen wollte
- 2001: Carré 2000
- 2002: Er was eens...
- 2002: Was ich dir singen wollte
- 2003: Unter einem Hut
- 2005: Hut ab!
- 2005: Vaders
- 2005: Vaders in Carré '(live)
- 2007: Nederlanders
- 2008: Du, weißt Du ... - Herman van Veen liest Gedichte von Selma Meerbaum-Eisinger (Gitarre: Edith Leerkes)
- 2009: Op een dag in september (zwei Songs, limitierte Sonderausgabe)
- 2009: Im Augenblick
- 2009: Einige Gedichte
- 2010: Im Augenblick (live, DVD)
- 2011: Ein Tag im September (DVD)
- 2012: Für einen Kuss von Dir

## Filmografia

### Attore
- Princess (1969)
- Die seltsamen Abenteuer des Herman van Veen - serie TV (1977)
- Uit elkaar (1979)
- Herman en de zes - serie TV (1980)
- Ciske de Rat (1984)
- Kunst en Vliegwerk (1989)
- Niente paura, c'è Alfred! - serie TV (1989-1990)
- Nachtvlinder (1999)
- Le conte du ventre plein (2000)
- Poem - Ich setzte den Fuß in die Luft und sie trug (2003)
- De Vreemdeling (2011)
- Katharsis (2011)

### Colonna sonora
- Die seltsamen Abenteuer des Herman van Veen - serie TV (1977)
- Gejaagd door de winst (of het A.B.C. van de moderne samenleving) - cortometraggio (1978)
- Ciske de Rat (1984)

## Teatro (Lista parziale)
- Harlekijn (musical, 1965)

## Onorificenze
- 1977: Louis Davidsring[3]